# Alex Delvecchio
Alexander Peter Delvecchio (ur. 4 grudnia 1931 w Fort William, zm. 1 lipca 2025) – były zawodowy kanadyjski hokeista grający na pozycji środkowego później trener oraz generalny menadżer w latach 1974–1976, który rozegrał w NHL 24 sezony (wszystkie w klubie Detroit Red Wings). Od 1977 członek Hockey Hall of Fame.
Delvecchio swoją karierę rozpoczął w sezonie 1950-1951 w lidze Ontario Hockey Association w klubie Oshawa Generals. w tym samym sezonie zagrał jeden mecz w drużynie Red Wings. Następnie trafił do ligi AHL do klubu Indianapolis Capitals jednak tam rozegrał tylko 6 spotkań gdyż przeniósł się na dłużej do Czerwonych Skrzydeł. W Detroit Red Wings występował już do końca kariery. W tym czasie 3 razy wywalczył Puchar Stanleya (w 1952, 1954 i 1955 roku).

## Statystyki
| 1950–51   | Oshawa Generals       | OHA       | 54   | 49  | 72  | 121  | 36  | 5   | 4  | 10 | 14  | 5  |
| 1950–51   | Detroit Red Wings     | NHL       | 1    | 0   | 0   | 0    | 0   | —   | —  | —  | —   | —  |
| 1951–52   | Indianapolis Capitals | AHL       | 6    | 3   | 6   | 9    | 4   | —   | —  | —  | —   | —  |
| 1951–52   | Detroit Red Wings     | NHL       | 65   | 15  | 22  | 37   | 22  | 8   | 0  | 3  | 3   | 4  |
| 1952–53   | Detroit Red Wings     | NHL       | 70   | 16  | 43  | 59   | 28  | 6   | 2  | 4  | 6   | 2  |
| 1953–54   | Detroit Red Wings     | NHL       | 69   | 11  | 18  | 29   | 34  | 12  | 2  | 7  | 9   | 7  |
| 1954–55   | Detroit Red Wings     | NHL       | 69   | 17  | 31  | 48   | 37  | 11  | 7  | 8  | 15  | 2  |
| 1955–56   | Detroit Red Wings     | NHL       | 70   | 25  | 26  | 51   | 24  | 10  | 7  | 3  | 10  | 2  |
| 1956–57   | Detroit Red Wings     | NHL       | 48   | 16  | 25  | 41   | 8   | 5   | 3  | 2  | 5   | 2  |
| 1957–58   | Detroit Red Wings     | NHL       | 70   | 21  | 38  | 59   | 22  | 4   | 0  | 1  | 1   | 0  |
| 1958–59   | Detroit Red Wings     | NHL       | 70   | 19  | 35  | 54   | 6   | —   | —  | —  | —   | —  |
| 1959–60   | Detroit Red Wings     | NHL       | 70   | 19  | 28  | 47   | 8   | 6   | 2  | 6  | 8   | 0  |
| 1960–61   | Detroit Red Wings     | NHL       | 70   | 27  | 35  | 62   | 26  | 11  | 4  | 5  | 9   | 0  |
| 1961–62   | Detroit Red Wings     | NHL       | 70   | 26  | 43  | 69   | 18  | —   | —  | —  | —   | —  |
| 1962–63   | Detroit Red Wings     | NHL       | 70   | 20  | 44  | 64   | 8   | 11  | 3  | 6  | 9   | 2  |
| 1963–64   | Detroit Red Wings     | NHL       | 70   | 23  | 30  | 53   | 11  | 14  | 3  | 8  | 11  | 0  |
| 1964–65   | Detroit Red Wings     | NHL       | 68   | 25  | 42  | 67   | 16  | 7   | 2  | 3  | 5   | 4  |
| 1965–66   | Detroit Red Wings     | NHL       | 70   | 31  | 38  | 69   | 16  | 12  | 0  | 11 | 11  | 4  |
| 1966–67   | Detroit Red Wings     | NHL       | 70   | 17  | 38  | 55   | 10  | —   | —  | —  | —   | —  |
| 1967–68   | Detroit Red Wings     | NHL       | 74   | 22  | 48  | 70   | 14  | —   | —  | —  | —   | —  |
| 1968–69   | Detroit Red Wings     | NHL       | 72   | 25  | 58  | 83   | 8   | —   | —  | —  | —   | —  |
| 1969–70   | Detroit Red Wings     | NHL       | 73   | 21  | 47  | 68   | 24  | 4   | 0  | 2  | 2   | 0  |
| 1970–71   | Detroit Red Wings     | NHL       | 77   | 21  | 34  | 55   | 6   | —   | —  | —  | —   | —  |
| 1971–72   | Detroit Red Wings     | NHL       | 75   | 20  | 45  | 65   | 22  | —   | —  | —  | —   | —  |
| 1972–73   | Detroit Red Wings     | NHL       | 77   | 18  | 53  | 71   | 13  | —   | —  | —  | —   | —  |
| 1973–74   | Detroit Red Wings     | NHL       | 11   | 1   | 4   | 5    | 2   | —   | —  | —  | —   | —  |
| NHL razem | NHL razem             | NHL razem | 1549 | 456 | 825 | 1281 | 383 | 121 | 35 | 69 | 104 | 29 |

## Nagrody i wyróżnienia

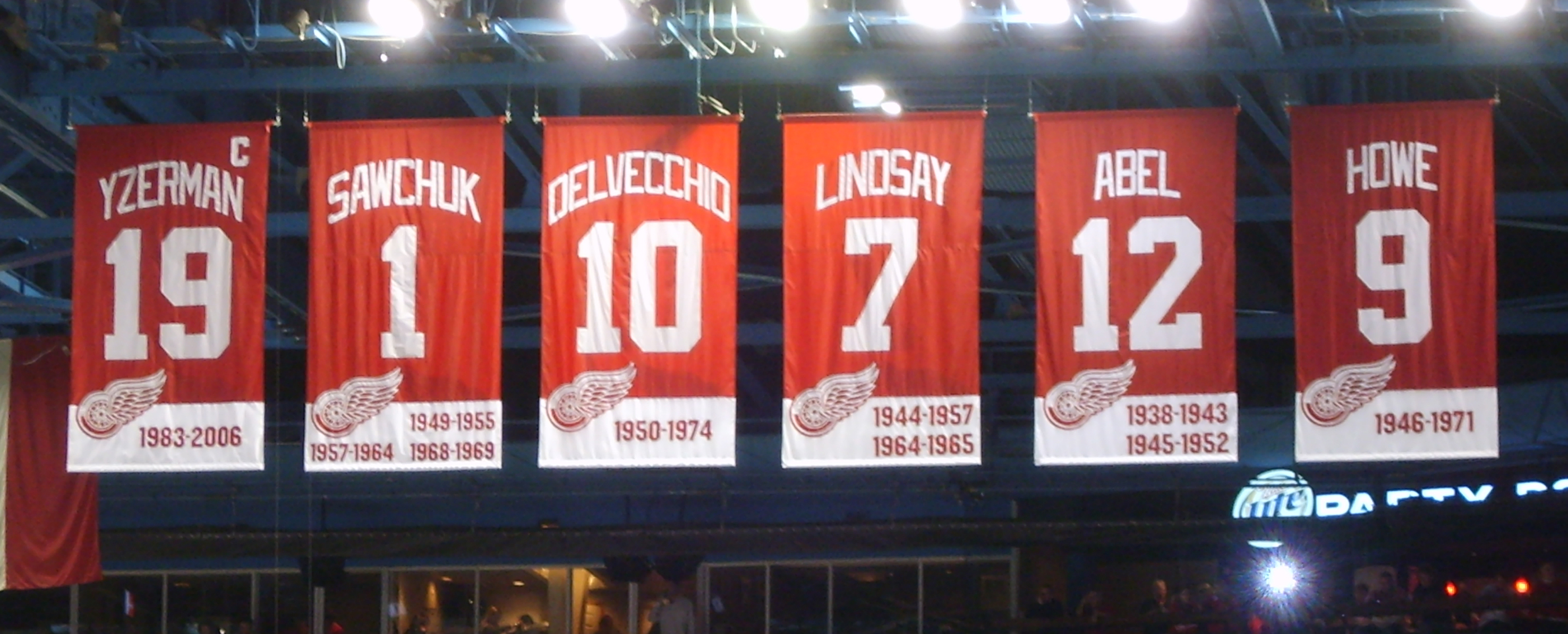
10 zastrzeżony numer Delvecchio w hali Joe Louis Arena

- Lady Byng Memorial Trophy: 1959, 1966, 1969
- Lester Patrick Trophy: 1974
- 13 razy grał w All-Star Game
- Znalazł się na 82. miejscu wśród 100 najlepszych hokeistów w gazecie The Hockey News
- Ma zastrzeżony numer 10 w Detroit Red Wings